# جائزة الريادة في العلوم الحياتية
جائزة الريادة في العلوم الحياتية هي جائزة علمية يمولها رواد الإنترنت مارك زوكربيرج وبريسيلا تشان من شركة فيسبوك، وسيرجي برين من شركة جوجل، ورجل الأعمال والمستثمر يوري ميلنر، وآن وجسيكي، أحد مؤسسي شركة الجينات 23أندمي.
أنشئت جائزة الريادة في العلوم الحياتية عام 2013، وتُمنح سنويّاً للباحثين الذين حققوا اكتشافات تطيل عمر الإنسان، وتبلغ قيمة الجائزة ثلاثة ملايين دولاراً أمريكيّاً، وهي بذلك تُعتبر أكبر جائزة في العلوم.
تُمنح سنويًا ستة جوائز من جوائز الريادة في العلوم الحياتية، ويقوم الفائزون بإلقاء محاضرات عامة، كما يشكلون اللجنة التي سوف تحدّد الفائزين بالجائزة في المستقبل. يقام حفل تسليم جوائز الريادة في العلوم الحياتية في منطقة خليج سان فرانسيسكو، وتُقام الندوات والمحاضرات في كل من جامعة كاليفورنيا في بيركلي، وجامعة كاليفورنيا في سان فرانسيسكو، وجامعة ستانفورد بالتناوب.

## الحاصلون على الجائزة

### 2013
في عام 2013، كان هناك أحد عشر فائزًا بجائزة الريادة في العلوم الحياتية، وحصل كل فائز على ثلاثة ملايين دولاراً أمريكيّاً.
| اسم الفائز         | الجامعة                                                                    | مجال التخصص | سبب الحصول على الجائزة |
| ------------------ | -------------------------------------------------------------------------- | ----------- | --- |
| كورنيليا إ. برغمان | جامعة روكفلر                                                               | علم الوراثة | اكتشاف العلاقة بين الدوائر العصبية والسلوك، وجزيئات الدليل المشبكي.                                                                                       |
| ديفيد بوتشتاين     | جامعة برينستون                                                             |             | لرسم خرائط الارتباط لمرض مندليان في البشر باستخدام تعدد أشكال الحمض النووي.                                                                               |
| لويس ك. كانتلي     | كلية الطب بجامعة هارفارد، وكلية طب وايل كورنيل                             | الطب        | لاكتشاف PI 3-Kinase ودوره في التمثيل الغذائي للسرطان. |
| هانس كليفرز        | معهد هوبرشت                                                                |             | لوصف دور إشارات Wnt في الخلايا الجذعية للأنسجة والسرطان.                                                                                                  |
| تيتيا دي لانج      | جامعة روكفلر                                                               |             | لأبحاثها حول التيلوميرات، وإلقاءها الضوء على كيفية حماية نهايات الكروموسوم ودورها في عدم استقرار الجينوم في السرطان.                                      |
| نابليون فيرارا     | جامعة كاليفورنيا في سان دييغو                                              |             | لاكتشافاته في آليات تكوين الأوعية التي أدت إلى علاجات للسرطان وأمراض العيون.                                                                              |
| إريك س. لاندر      | معهد ماساتشوستس للتكنولوجيا، ومعهد برود                                    |             | لاكتشافه المبادئ العامة لتحديد جينات الأمراض البشرية ، وتمكين تطبيقها في الطب من خلال إنشاء وتحليل الخرائط الجينية والفيزيائية والمتسلسلة للجينوم البشري. |
| تشارلز ل. سويرز    | معهد هوارد هيوز الطبي، مركز ميموريال سلون كيترينج للسرطان                  |             | لاكتشافه لجينات السرطان والعلاج الموجه. |
| روبرت أ. واينبرغ   | معهد ماساتشوستس للتكنولوجيا، ومعهد وايتهيد                                 |             | لتوصيفه لجينات السرطان البشرية. |
| شينيا ياماناكا     | جامعة كيوتو، ومعاهد جيه ديفيد جلادستون، وجامعة كاليفورنيا في سان فرانسيسكو |             | لاكتشافه للخلايا الجذعية المستحثة متعددة القدرات. |
| بيرت فوجلشتاين     | معهد هوارد هيوز الطبي، وجامعة جونز هوبكنز                                  |             | لاكتشافه لجينوميات السرطان والجينات الكابتة للورم. |

### 2014
الحاصلون على جائزة الريادة في العلوم الحياتية لعام 2014 هم:
| اسم الفائز        | الجامعة/المعهد                  | مجال التخصص | سبب الحصول على الجائزة |
| ----------------- | ------------------------------- | ----------- | --- |
| جيمس ب. أليسون    | مركز إم دي أندرسون للسرطان      | علم الأورام | لاكتشافه حاجز نقطة تفتيش الخلايا التائية كعلاج فعال للسرطان.                                                                                      |
| مالون دي لونغ     | جامعة إيموري                    | علم الاعصاب | لتحديد الدوائر المتشابكة في الدماغ التي تتعطل في مرض باركنسون، والذي يُعتبر أساساً علميّاً لعلاج الدائرى لمرض باركنسون عن طريق التحفيز العميق للدماغ. |
| مايكل هول         | جامعة بازل                      | علم الأورام | لاكتشافه الهدف من الريباميسين (TOR)، ودوره في التحكم في نمو الخلايا.                                                                              |
| روبرت لانغر       | معهد ماساتشوستس للتكنولوجيا     |             | للاكتشافاته التي أدت إلى تطوير أنظمة إطلاق الأدوية الخاضعة للرقابة والمواد الحيوية الجديدة.                                                       |
| ريتشارد بي ليفتون | كلية الطب بجامعة ييل بجامعة ييل |             | لاكتشافه الجينات والآليات الكيميائية الحيوية التي تسبب ارتفاع ضغط الدم.                                                                           |
| ألكسندر فارشافسكي | معهد كاليفورنيا للتكنولوجيا     |             | لاكتشافه المحددات الجزيئية الحرجة والوظائف البيولوجية لتدهور البروتين داخل الخلايا.                                                               |

### 2015
الحاصلون على جائزة الريادة في العلوم الحياتية لعام 2015 هم:
| اسم الفائز          | الجامعة/المعهد                                                                  | مجال التخصص | سبب الحصول على الجائزة |
| ------------------- | ------------------------------------------------------------------------------- | ----------- | --- |
| أليم لويس بينابيد   | جامعة جوزيف فورييه                                                              | علم الأعصاب | لاكتشافه وعمله الرائد في تطوير التحفيز العميق للدماغ عالي التردد (DBS)، والذي أحدث ثورة في علاج مرض باركنسون. |
| ك. ديفيد أليس       | جامعة روكفلر                                                                    | علم الأورام | لاكتشافه التعديلات التساهمية لبروتينات الهيستون وأدوارها الحاسمة في تنظيم التعبير الجيني وتنظيم الكروماتين ، وتعزيز فهم الأمراض التي تتراوح من العيوب الخلقية إلى السرطان.                                             |
| فيكتور أمبروس       | كلية الطب بجامعة ماساتشوستس                                                     |             | لاكتشافه عالم جديد من التنظيم الجيني باستخدام الاحماض النووية الريبية الميكروية، وهي فئة من جزيئات الحمض النووي الريبي الصغيرة التي تمنع الترجمة أو تزعزع استقرار أهداف الأحماض النووية الريبية الملليمترية التكميلية. |
| غاري روفكون         | مستشفى ماساتشوستس العام، وكلية الطب بجامعة هارفارد                              |             | لاكتشافه عالم جديد من التنظيم الجيني باستخدام الاحماض النووية الريبية الميكروية، وهي فئة من جزيئات الحمض النووي الريبي الصغيرة التي تمنع الترجمة أو تزعزع استقرار أهداف الأحماض النووية الريبية الملليمترية التكميلية. |
| جينيفر دودنا        | جامعة كاليفورنيا في بيركلي، ومعهد هوارد هيوز الطبي، ومختبر لورانس بيركلي الوطني |             | لتسخير آلية قديمة للمناعة البكتيرية في تقنية قوية وعامة لتحرير الجينوم مما ترك أثاراً واسعة النطاق عبر علم الأحياء والطب.                                                                                               |
| إيمانويل شاربينتييه | مركز هيلمهولتز لأبحاث العدوى، وجامعة أوميا                                      |             | لتسخير آلية قديمة للمناعة البكتيرية في تقنية قوية وعامة لتحرير الجينوم مما ترك أثاراً واسعة النطاق عبر علم الأحياء والطب.                                                                                               |

### 2016
الحاصلون على جائزة الريادة في العلوم الحياتية لعام 2016 هم:
| اسم الفائز      | الجامعة/المعهد                                                   | مجال التخصص | سبب الحصول على الجائزة |
| --------------- | ---------------------------------------------------------------- | ----------- | --- |
| إدوارد س. بويدن | معهد ماساتشوستس للتكنولوجيا                                      | علم الوراثة | لتطوير وتنفيذ علم البصريات الوراثي الذي يدرس برمجة الخلايا العصبية للتعبير عن القنوات الأيونية المنشطة بالضوء والمضخات بحيث يمكن أن يكون نشاطها الكهربائي يتحكم فيها الضوء.                                        |
| كارل ديسيروث    | جامعة ستانفورد، ومعهد هوارد هيوز الطبي                           | علم الوراثة | لتطوير وتنفيذ علم البصريات الوراثي الذي يدرس برمجة الخلايا العصبية للتعبير عن القنوات الأيونية المنشطة بالضوء والمضخات بحيث يمكن أن يكون نشاطها الكهربائي يتحكم فيها الضوء.                                        |
| جون هاردي       | كلية لندن الجامعية                                               |             | لاكتشافه طفرات في جين بروتين الأميلويد (APP) الذي يتسبب في ظهور مرض الزهايمر مبكرًا، ولربطه تراكم ببتيد بيتا أميلويد المشتق من هذا البروتين بالتسبب في مرض الزهايمر، ولاتباعه استراتيجيات جديدة للوقاية من الأمراض. |
| هيلين هوبز      | المركز الطبي الجنوبي الغربي بجامعة تكساس، ومعهد هوارد هيوز الطبي |             | لاكتشافها المتغيرات الجينية البشرية التي تغير مستويات وتوزيع الكوليسترول والدهون الأخرى مما يُعتبر اساساً علميّاً لانتهاج طرق جديدة للوقاية من أمراض القلب والأوعية الدموية والكبد.                                    |
| سفانتي بيبو     | معهد ماكس بلانك للأنثروبولوجيا التطورية                          |             | لإسهاماته الرائدة في معرفة تسلسل الحمض النووي القديم والجينوم القديم، وبالتالي إلقاء الضوء على أصول الإنسان الحديث ، وعلاقاتنا بالأقارب المنقرضين مثل إنسان نياندرتال ، وتطور السكان والسمات البشرية.              |

### 2017
الحاصلون على جائزة الريادة في العلوم الحياتية لعام 2017 هم:
| اسم الفائز      | الجامعة/المعهد                                                               | مجال التخصص          | سبب الحصول على الجائزة |
| --------------- | ---------------------------------------------------------------------------- | -------------------- | --- |
| ستيفن ج. إليدج  | ومستشفى النساء في بريغهام، وكلية الطب بجامعة هارفارد، ومعهد هوارد هيوز الطبي |                      | لتوضيح كيفية شعور الخلايا حقيقية النواة بالضرر الذي يصيب حمضها النووي والاستجابة له، وتقديم رؤى حول تطور مرض السرطان وعلاجه. |
| هاري إف نولر    | جامعة كاليفورنيا في سانتا كروز                                               | علم الأحياء الجزيئية | لاكتشافه مركزية الحمض النووي الريبي في تكوين المراكز النشطة للريبوسوم، والآلية الأساسية لتخليق البروتين في جميع الخلايا، وبالتالي ربط علم الأحياء الحديث بأصل الحياة وأيضًا شرح كيفية ذلك. العديد من المضادات الحيوية الطبيعية تعطل تخليق البروتين. |
| رويلاند نوسى    | جامعة ستانفورد، ومعهد هوارد هيوز الطبي                                       |                      | لأبحاثه الرائدة حول مسار أحد أنظمة الإشارات بين الخلايا الحاسمة في التطور والسرطان وبيولوجيا الخلايا الجذعية. |
| يوشينوري أوسومي | معهد طوكيو للتكنولوجيا                                                       |                      | لتوضيح الالتهام الذاتي، وهو نظام إعادة التدوير الذي تستخدمه الخلايا لتوليد العناصر الغذائية من مكوناتها غير الضرورية أو التالفة. |
| هدى يحيى الزغبي | كلية بايلور للطب، ومستشفى تكساس للأطفال، ومعهد هوارد هيوز الطبي              | علم الأعصاب          | لاكتشافاتها حول الأسباب الجينية والآليات الكيميائية الحيوية للرنح النخاعي المخيخي ومتلازمة ريت، وهي النتائج التي قدمت نظرة ثاقبة حول التسبب في الأمراض التنكسية العصبية والأمراض العصبية.                                                          |

### 2018
الحاصلون على جائزة الريادة في العلوم الحياتية لعام 2018 هم:
| اسم الفائز      | الجامعة/المعهد                                            | مجال التخصص | سبب الحصول على الجائزة |
| --------------- | --------------------------------------------------------- | ----------- | --- |
| جوان خوري       | معهد سالك للدراسات البيولوجية، ومعهد هوارد هيوز الطبي     |             | لاكتشاف كيفية قيام النباتات بتحسين نموها وتطورها وبنيتها الخلوية لتحويل ضوء الشمس إلى طاقة كيميائية. |
| بيتر والتر      | جامعة كاليفورنيا في سان فرانسيسكو، ومعهد هوارد هيوز الطبي |             | لتوضيح استجابة البروتين غير المكشوفة، وهو نظام خلوي لمراقبة الجودة يكتشف البروتينات غير المكشوفة المسببة للأمراض ويوجه الخلايا لاتخاذ إجراءات تصحيحية.                                                                    |
| كاتسوتوشي موري  | جامعة كيوتو                                               |             | لتوضيح استجابة البروتين غير المكشوفة، وهو نظام خلوي لمراقبة الجودة يكتشف البروتينات غير المطوية المسببة للأمراض ويوجه الخلايا لاتخاذ الإجراءات التصحيحية.                                                                 |
| طيم نازميث      | جامعة أكسفورد                                             | علم الوراثة | لتوضيح الآلية المعقدة التي يتم من خلالها الفصل الخطير للكروموسومات المضاعفة أثناء انقسام الخلايا وبالتالي تمنع الأمراض الوراثية مثل السرطان.                                                                              |
| دون و. كليفلاند | جامعة كاليفورنيا في سان دييغو                             |             | لتوضيحه التسبب الجزيئي لنوع من مرض التصلب الجانبي الضموري الموروث، بما في ذلك دور الخلايا الدبقية في التنكس العصبي، ولإكتشاف علاج قليل النوكليوتيد المضاد في النماذج الحيوانية لمرض التصلب الجانبي الضموري ومرض هنتنغتون. |

### 2019
الحاصلون على جائزة الريادة في العلوم الحياتية لعام 2019 هم:
| اسم الفائز       | الجامعة/المعهد                                             | مجال التخصص | سبب الحصول على الجائزة |
| ---------------- | ---------------------------------------------------------- | ----------- | --- |
| ك. فرانك بينيت   | يونيس للمستحضرات الدوائية في كارلسباد                      | علم الأدوية | لتطوير علاج فعال مضاد للحساسية قليل النوكليوتيد للأطفال المصابين بمرض الضمور العضلي النخاعي.                                           |
| أدريان ر. كراينر | مختبر كولد سبرينج هاربور في كولد سبرينج هاربور             |             | لتطوير علاج فعال مضاد للحساسية قليل النوكليوتيد للأطفال المصابين بمرض الضمور العضلي الشوكي التنكسي.                                    |
| أنجيليكا آمون    | معهد ماساتشوستس للتكنولوجيا في بوسطن                       |             | لتحديد عواقب اختلال الصيغة الصبغية، وهو عدد كروموسوم غير طبيعي ناتج عن سوء فصل الكروموسوم.                                             |
| تشاواي تسوانغ    | جامعة هارفارد، ومعهد هوارد هيوز الطبي                      |             | لاكتشاف الهياكل المخفية في الخلايا من خلال تطوير التصوير فائق الدقة، وهي طريقة تتجاوز حد الدقة المكانية الأساسية للفحص المجهري الضوئي. |
| تسيجيان جيمس شين | مركز يو تي الجنوبي الغربي، ومعهد هوارد هيوز الطبي في دالاس |             | لتوضيح كيفية قيام الحمض النووي بإثارة الاستجابات المناعية والمناعة الذاتية من داخل الخلية من خلال اكتشاف إنزيم استشعار الحمض النووي.   |

### 2020
الحاصلون على جائزة الريادة في العلوم الحياتية لعام 2020 هم:
| اسم الفائز      | الجامعة/المعهد                               | مجال التخصص | سبب الحصول على الجائزة |
| --------------- | -------------------------------------------- | ----------- | --- |
| جيفري فريدمان   | جامعة روكفلر، ومعهد هوارد هيوز الطبي         |             | اكتشاف نظام غدد صماء جديد يرسل الأنسجة الدهنية من خلاله إشارات إلى الدماغ لتنظيم تناول الطعام. |
| أولريش هارتل    | معهد ماكس بلانك للكيمياء الحيوية في ميونيخ   |             | لاكتشافه وظائف المرافق الجزيئية في التوسط في طي البروتين ومنع تراكم البروتين. |
| آرثر ل. هورويتش | كلية الطب بجامعة ييل، ومعهد هوارد هيوز الطبي |             | لاكتشاف وظائف المرافقين الجزيئي في التوسط في طي البروتين ومنع تراكم البروتين. |
| ديفيد جوليوس    | جامعة كاليفورنيا في سان فرانسيسكو            |             | لاكتشاف الجزيئات والخلايا والآليات الكامنة وراء الإحساس بالألم. |
| فرجينيا م. لي   | جامعة بنسلفانيا                              |             | لاكتشاف دور تكتلات بروتين TDP43 في حدوث الخرف الجبهي الصدغي والتصلب الجانبي الضموري، والكشف عن دور الأشكال المختلفة من ألفا سينوكلين في أنواع مختلفة من الخلايا في داء باركنسون وضمور الأجهزة المتعددة. |

2021
الحاصلون على جائزة الريادة في العلوم الحياتية لعام 2021 هم:
| اسم الفائز        | الجامعة/المعهد                        | مجال التخصص | سبب الحصول على الجائزة |
| ----------------- | ------------------------------------- | ----------- | --- |
| ديفيد بيكر        | جامعة واشنطن، ومعهد هوارد هيوز الطبي  |             | لتطوير التكنولوجيا التي سمحت بتصميم بروتينات لم يسبق لها مثيل في الطبيعة بما في ذلك البروتينات الجديدة التي لديها القدرة على التدخل العلاجي في الأمراض البشرية. |
| كاثرين دولاك      | جامعة هارفارد، ومعهد هوارد هيوز الطبي |             | لتفكيك السلوك المعقد للتربية إلى مستوى أنواع الخلايا وأسلاكها، وإثبات أن الدوائر العصبية التي تحكم سلوكيات الأبوة الخاصة بالذكور والإناث موجودة في كلا الجنسين. |
| يوك مينج دينيس لو | الجامعة الصينية بهونغ كونغ            |             | لاكتشافه وجود الحمض النووي للجنين في دم الأم ويمكن استخدامه في اختبار ما قبل الولادة للتثلث الصبغي 21 والاضطرابات الوراثية الأخرى.                              |
| ريتشارد ج. يول    | المعاهد الوطنية للصحة                 |             | لتوضيح مسار مراقبة الجودة الذي يزيل الميتوكوندريا التالفة وبالتالي يحمي من مرض باركنسون.                                                                        |

### 2022
الحاصلون على جائزة الريادة في العلوم الحياتية لعام 2022 هم:
| اسم الفائز             | الجامعة/المعهد                | مجال التخصص | سبب الحصول على الجائزة |
| ---------------------- | ----------------------------- | ----------- | --- |
| جيفري و. كيلي          | معهد أبحاث سكريبس             |             | لتوضيح الأساس الجزيئي لأمراض التنكس العصبي وأمراض القلب، ولتطوير عقار التافاميديس، وهو دواء يبطئ تقدم هذه الأمراض.            |
| كاتالين كاريكو         | شركة بيونتك، وجامعة بنسلفانيا |             | لهندسة تقنية الحمض النووي الريبي المعدلة التي مكنت من التطوير السريع للقاحات مرض فيروس كورونا كوفيد-19 الفعالة.               |
| دريو وايزمان           | جامعة بنسلفانيا               |             | لهندسة تقنية الحمض النووي الريبي المعدلة التي مكنت من التطوير السريع للقاحات مرض فيروس كورونا كوفيد-19 الفعالة.               |
| شانكار بالاسوبرامانيان | جامعة كامبريدج                |             | لتطوير طريقة قوية وبأسعار معقولة لتحديد تسلسل الحمض النووي على نطاق واسع مما أدى إلى إحداث نقلة نوعية في ممارسة العلوم والطب. |
| ديفيد كلينرمان         | جامعة كامبريدج                |             | لتطوير طريقة قوية وبأسعار معقولة لتحديد تسلسل الحمض النووي على نطاق واسع مما أدى إلى إحداث نقلة نوعية في ممارسة العلوم والطب. |
| باسكال ماير            | ألفانوسوس                     |             | لتطوير طريقة قوية وبأسعار معقولة لتحديد تسلسل الحمض النووي على نطاق واسع مما أدى إلى إحداث نقلة نوعية في ممارسة العلم والطب.  |